# Anthony Read
Pour les articles homonymes, voir Read.
Anthony Read est un scénariste et écrivain britannique, né à Cannock (Royaume-Uni) le 21 avril 1935 et mort le 21 novembre 2015. Il est principalement connu pour avoir écrit pour des scénarios pour la télévision des années 1960 jusqu'au milieu des années 1980. Au milieu des années 1980, il devient auteur de romans historiques principalement basés sur la Seconde Guerre mondiale.

## Carrière

### Années 1960
Débutant comme scénariste freelance à la BBC, il produit des scripts pour la série Z-Cars en 1962. Il devient scénariste régulier dans des séries d'aventure et mystère, comme pour les anthologies Detective et The Indian Tales of Rudyard Kipling ainsi que pour la série Sherlock Holmes avec Peter Cushing en 1965. À la fin de la décennie, il écrit des scénarios et produit la série The Troubleshooters basée sur les achats pétroliers. Comme la plupart des productions de l'époque, ce travail a été effacé par la BBC dans les années 1970.

### Années 1970
Read garde sa casquette de producteur quelques années au début des années 1970 avant de revenir dans l'écriture de scénarios. Ainsi, il écrit pour les séries The Lotus Eaters et The Dragon's Opponent. C'est ainsi qu'il croise la route du réalisateur Douglas Camfield et du scénariste David Fisher.
En 1978, il devient responsable des scénarios (script éditor) de la série Doctor Who en remplacement de Robert Holmes auprès du producteur Graham Williams. Read planifie les saisons 15 et 16 de la série classique et est responsable de l'arc autour de la « clé du temps » ainsi que de la création du personnage de Romana. Devant prendre la direction de la série pendant que Williams était malade, Anthony Read co-écrira un épisode sous pseudonyme ( «The Invasion of Time» en 1978) et écrit un épisode pour la saison 17, «The Horns of Nimon.»
Il écrit aussi deux scripts pour la série paranormale de 1979 The Omega Factor

### Années 1980
En 1981, il écrit avec Don Houghton la troisième saison de la série Sapphire & Steel avec Joanna Lumley et David McCallum dans les rôles titres. En 1984, il adapte le livre de John Wyndham Chocky en téléfilm pour enfant pour ITV. Il en fait deux suites Chocky's Children et Chocky's Challenge que Wyndham trouva très bien adapté.
En 1983 il co-crée la série The Baker Street Boys basée sur les jeunes vagabonds utilisés par Sherlock Holmes dans ses enquêtes. Read obtient un prix de la part de la Writers' Guild of Great Britain.

### En tant qu'auteur
À partir des années 1980, Read commence à devenir peu à peu auteur de fiction historique. C'est en partie l'amitié qui le lie à David Fisher qui l'attire vers l'écriture de romans explorant des aspects précis de la Seconde Guerre mondiale. Ensemble ils écrivent The Fall of Berlin, Deadly Embrace: Hitler, Stalin and the Nazi-Soviet Pact, 1939–1941, The Proudest Day: India's Long Road to Independence, Operation Lucy: The Most Secret Spy Ring of the Second World War, Berlin Rising: Biography of a City, Colonel Z: The Secret Life of a Master of Spies, et Kristallnacht: The Nazi Night of Terror.
Parallèlement à ce travail, il écrit des adaptations en livres des aventures des Baker Street Boys